# Logudoro
Il Logudoro (Logudòro/u in sardo, Loggudoru in sassarese, Logudor in algherese, Locudoru in gallurese) è un vasto territorio della Sardegna centro-settentrionale dai confini incerti. Oggi occupa buona parte di quello che, nel Medioevo, costituiva l'antico Giudicato di Torres. Il comune più popoloso è Ozieri.

## Geografia
I confini fisici della regione denominata Logudoro sono piuttosto incerti. In genere per limitare il Logudoro in senso geografico si può dire che corrisponde al cuore dell'area linguistica dove si parla il logudorese, che ha per centro l'antica capitale del giudicato di Torres, Ardara. Più precisamente oggi è quella zona che ha per confini Sennori e i monti di Osilo-Nulvi a nord (confine linguistico col sassarese e le altre lingue di derivazione corsa), il fiume Coghinas ad est, il mar di Sardegna ad Ovest e il sistema Montiferru-Marghine-Goceano (la cosiddetta Costera) a sud. Sue sub-regioni principali sono il Monteacuto, il Coros, il Goceano, il Marghine, il Meilogu, l'Anglona, la Nurra, il Montiferru e la Planargia. Qualche volta il termine Logudoro si usa restrittivamente per indicare un territorio più limitato che è al centro della regione, fra Oschiri, Ploaghe e Bonorva.

I giudicati sardi

## Coronimo
La prima denominazione dell'area è contenuta nell'atto di donazione, redatto intorno al 1064 ad Ardara (in palactio regis), per conto del judike Barisone, dove compare la frase  in renno, quo dicitur ore, nel regno che chiamano Ore (cioè nel giudicato di Logudoro).
Esistono tuttavia una serie di teorie sull'origine del nome: Bachisio Raimondo Motzo, nella voce da lui curata dell'enciclopedia Treccani nel 1934, aveva fatto derivare il coronimo dal nome dell'antico popolo dei Luguidonensi.
Secondo altri il nome Logudoro deriverebbe da Locus Horim, che significa luogo di Horim, parola greco-bizantina che significa «distretto». Il toponimo Horim fu utilizzato da Giovanni Arca nel De Sanctis Sardiniae.
Nel 1589 Giulio Roscio riporta le diciture «Regnum Lociaurei volgo logudori (...)». Per Francesco Cesare Casula sarebbe la contrazione di Logu de Torres.

## Storia
Formata prevalentemente da terreni vulcanici, è una delle zone più fertili dell'isola. Per questo motivo, fin dal tempo delle civiltà preistoriche vi sono tracce di numerose frequentazioni, come testimoniato dalla presenza di numerosi nuraghi ed altri monumenti megalitici. 

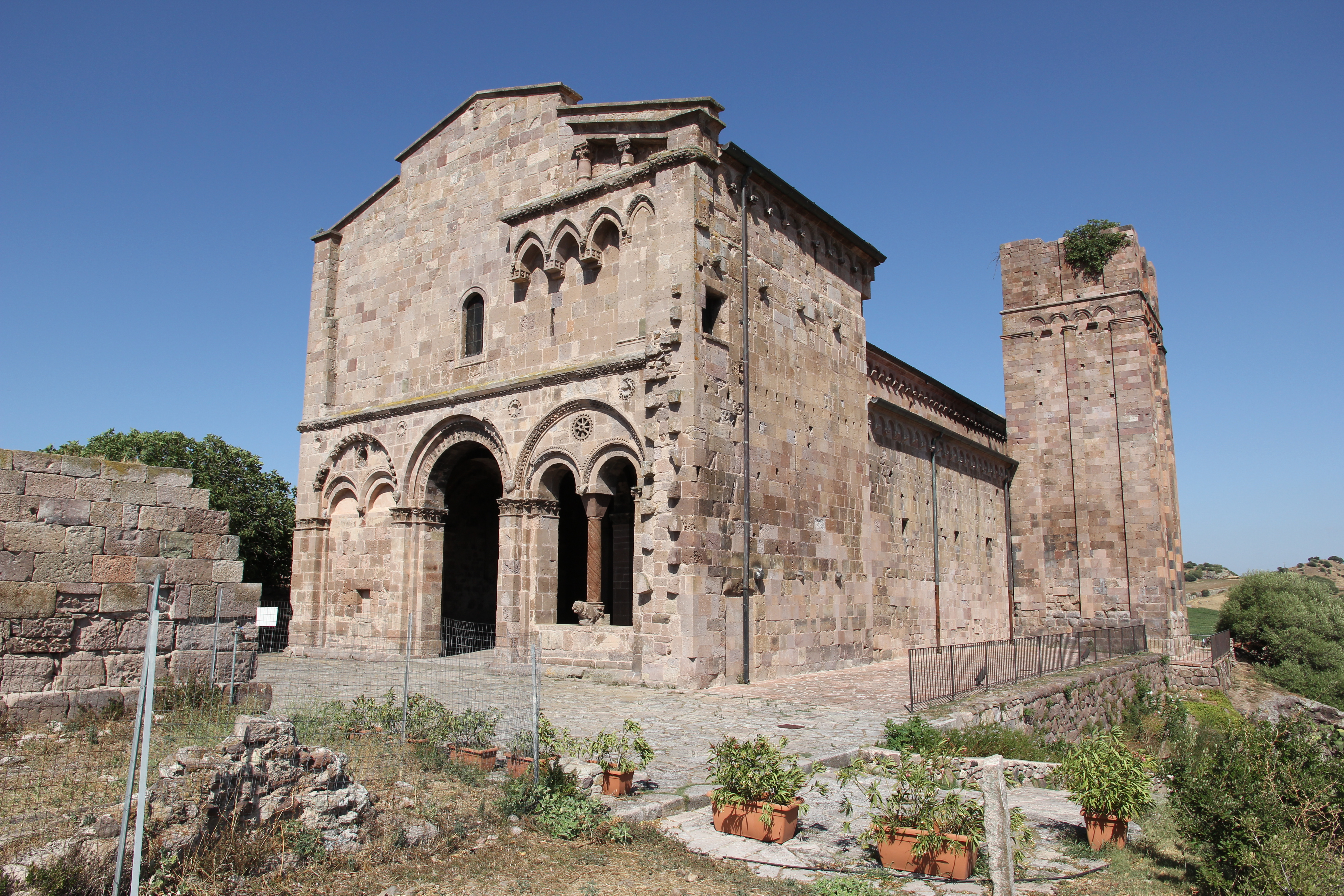
La basilica di Sant'Antioco di Bisarcio, Ozieri

Durante il periodo giudicale fu centro di uno dei quattro regni in cui era divisa l'isola, il Giudicato di Torres o appunto Logudoro, con capoluogo prima Ardara e successivamente Sassari. Il territorio del giudicato corrispondeva pressappoco all'odierna provincia di Sassari, ma si estendeva verso sud fino a comprendere Nuoro, Bosa e Macomer. Il livello di relativo benessere di cui la regione godette nel Medioevo è testimoniato dalle numerose chiese romaniche. 
Con la fine del giudicato, e dopo con il passaggio sotto la Corona di Aragona, iniziò un progressivo declino. La scelta successiva di Cagliari come sede del governatore dell'isola portò il Logudoro a una situazione di marginalità amministrativa. 
La costruzione di ferrovie e strade portò, agli inizi del Novecento, un deciso miglioramento, il cui rovescio della medaglia fu la distruzione dell'immenso patrimonio forestale nei colli prossimi alle nuove linee di comunicazione, per alimentare la crescente industria piemontese. Tuttavia negli anni cinquanta l'eccessiva pressione demografica e la minor competitività delle culture granifere nei mercati nazionali costrinse migliaia di Logudoresi ad emigrare, prima nelle città sarde in espansione o nelle nuove aree costiere bonificate dalla malaria, poi anche nelle regioni del Centro-Nord Italia e nei Paesi più sviluppati d'Europa. Dalla metà del XX secolo il Logudoro è stato il distretto della Sardegna con il più forte depauperamento demografico.